# Schönfliesova notacija
Schönfliesova notacija je ena od dveh notacij, ki se običajno uporabljajo za opis kristalografskih točkovnih grup. Uporablja se predvsem v spektroskopiji. Druga je  Hermann-Mauguinova notacija, poznana tudi kot Mednarodna notacija. 
Schönfliesova notacija popolnoma opiše simetrijo molekule, kar je za spektroskopijo povsem dovolj. Hermann-Maunguinova notacija lahko opiše tudi kristalografsko prostorsko grupo, česar Schönfliesova notacija ne naredi, zato se uporablja predvsem v kristalografiji.
Ime je dobila po nemškem matematiku Arthurju Moritzu Schönfliesu.

## Elementi simetrije
Elementi simetrije imajo naslednje oznake: z i so označeni centri inverzije, s C prave simetrijske osi, s σ zrcalne ravnine in z S neprave simetrijske osi (simetrijsko-zrcalne osi). Oznakama C in S običajno sledi številka, simbolično označena z n in zapisana kot podpisani indeks, ki označuje red simetrije. 
Prostorske grupe imajo poleg oznake točkovne grupe še nadpisan indeks, ki loči prostorske grupe, ki pripadajo isti točkovni simetriji. 
Prava simetrijska os najvišjega reda je  po dogovoru definirana kot glavna os in vsi drugi elementi simetrije so opisani glede na to os. Na ta način so vertikalne zrcalne ravnine, ki vsebujejo glavno os, označene s σv, horizontalne zrcalne ravnine, pravokotne na glavno os, pa s σh.

## Točkovne grupe
Pomen simbolov točkovnih skupin: 
- Črka O (oktaeder) označuje, da ima skupina simetrijo oktaedra (ali kocke), z (Oh) ali brez (O) inverznih osi simetrije.
- Črka T (tetraeder) označuje skupino, ki ima simetrijo tetraedra. Td vključuje inverzne osi, T jih izključuje, Th pa predstavlja T s centrom simetrije.
- Cn (cikličen) označuje skupino z n-števno osjo simetrije. Cnh je Cn z ravnino simetrije pravokotno na os simetrije. Cnv je Cn z ravninami simetrije vzporednimi z osjo simetrije.
- Sn (iz nemškega Spiegl, zrcalo) označuje skupino, ki ima samo n-števno os simetrije in nanjo pravokotno ravnino simetrije.
- Dn (dvoštevno) označuje skupino z n-števno osjo simetrije in dvoštevnimi osmi pravokotnimi nanjo. Dnh ima tudi ravnino simetrije pravokotno na n-števno os. Dnv ima poleg elementov Dn še ravnine simetrije vzporedne z n-števno osjo.[1]

n je zaradi kristalografskega omejitvenega teorema omejen na vrednosti 1, 2, 3, 4 ali 6. Treba je poudariti, da »ravnina« v definiciji rotacije-zrcaljenja osi simetrije ni nujno zrcalna ravnina skupine, v kateri je os. Takšna je na primer točkovna skupina S4.